# نفايات التعليب والتغليف

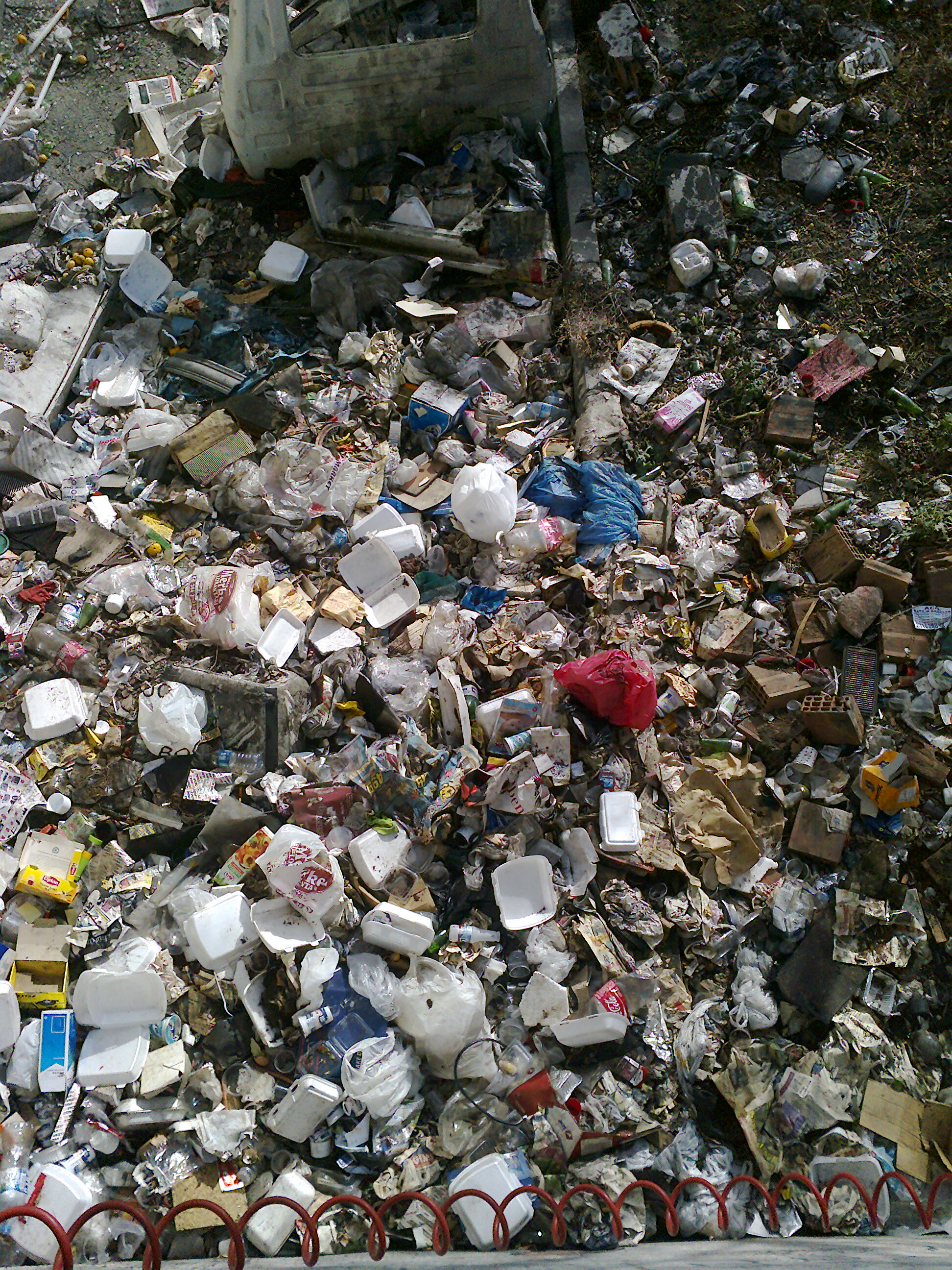

نفايات التعليب والتغليف (بالإنجليزية: Packaging waste) هي مواد التعليب والتغليف التي يتخلص منها بعد إخراج المنتوج المعلب أو المغلف بهدف الاستعمال أو الاستهلاك. يتم التخلص من هذه النفايات في القطاعات السكنية والتجارية والصناعية على حد سواء. في البلدان الصناعية يمثل هذا النوع من النفايات أكبر جزء من النفايات البلدية الصلبة. غالبية النفايات الصلبة هي منتجات التعليب والتغليف، والتي تقدر بحوالي 77.9 مليون طن من التوليد في عام 2015 (29.7 في المائة من إجمالي التوليد). يمكن أن يأتي التغليف بجميع الأشكال التي تتراوح من علب الأمازون إلى علب الصودا وتستخدم لتخزين ونقل واحتواء وحماية السلع للحفاظ على رضا العملاء. نوع مواد التعبئة والتغليف بما في ذلك الزجاج والألمنيوم والفولاذ والورق والكرتون والبلاستيك والخشب وغيرها من مواد التعبئة والتغليف المتنوعة. نفايات التعليب والتغليف هي المساهم المهيمن في عالم اليوم ومسؤولة عن نصف النفايات في العالم.